# XV koncert fortepianowy (KV 450)
XV Koncert fortepianowy B-dur – koncert na fortepian z towarzyszeniem orkiestry, jaki stworzył Wolfgang Amadeus Mozart. Skomponowany w lipcu 1784 roku w Wiedniu.
Jego części:
1. Allegro (około 10 minut)
2. Andante (około 5 minut)
3. Allegro (około 8 minut)